# Salassa fansipana
Salassa fansipana is een vlinder uit de familie nachtpauwogen (Saturniidae), onderfamilie Salassinae.
De wetenschappelijke naam van de soort is voor het eerst geldig gepubliceerd door Brechlin in 1997.